# Gérard Philipe
Gérard Philipe (4. prosince 1922 Cannes – 25. listopadu 1959 Paříž) byl francouzský herec, který se v Československu proslavil především titulní rolí ve snímku Fanfán Tulipán. Byl dlouholetým členem francouzské komunistické strany.

## Životopis
Narodil se odpoledne 4. prosince 1922 v jihofrancouzském Cannes. Jeho rodiči byli Marcel Marie Honoré Philip a jeho manželka Marie Élise Joséphine. Měl ještě bratra Jeana, staršího o 15 měsíců. Jeho babička z matčiny strany, Wilhelmine-Elisabeth Seligerová, se narodila v Praze, nějakou dobu žila také v Brně. Patřila k početné německé menšině v Království českém za doby Habsburské monarchie a do Francie se provdala za jihofrancouzského cukráře. Otec měl právnickou kancelář v Cannes a vlastnil několik hotelů na Azurovém pobřeží.
V říjnu 1928 nastoupil Gérard do první třídy, v roce 1932 šel společně s bratrem k prvnímu svatému přijímání. Nebyl příliš vzorným žákem, protože 30. června 1939 propadl u první části maturitní zkoušky a celé léto musel strávit v ústavu ve Vence, aby byl v září připuštěn k opakování zkoušky. Následujícího roku onemocněl zánětem pravé plicní báze, stal se externím žákem. Rodina se přestěhovala do Grasse, kde otec založil Parc Palace Hotel. Na konci července Gérard složil druhou část maturitní zkoušky (filozofie) a na podzim 1941 se zapsal na právnickou fakultu v Nice. Jeho přáním však bylo stát se hercem a matka tuto volbu podporovala. V roce 1943 se rodina přestěhovala do Paříže. Gérard Philipe v srpnu 1944 při osvobozeneckých bojích pomáhal bránit pařížskou radnici.
Jeho otec byl v roce 1945 v nepřítomnosti odsouzen k trestu smrti za kolaboraci s německými okupanty, ale podařilo se mu včas odjet do Španělska. Do Francie se vrátil až po amnestii v roce 1959. Ve španělském exilu Gérard svého otce několikrát navštívil.
V roce 1946 Gérard Philipe poznal Nicole Fourcadovou, která po sňatku v roce 1951 přijala jméno Anne Philipe. V prosinci roku 1954 se jim narodila dcera Anne-Marie a v únoru 1956 syn Olivier. Zpočátku měli byt v Paříži, ale Philipe dával přednost klidnému životu na venkově a v roce 1954 koupili velký dům v Cergy (asi 30 km severozápadně od Paříže). Letní prázdniny trávili v Ramatuelle v Provence.
Philipe byl mezi prvními Francouzi, kteří v roce 1950 podepsali petici pro zákaz jaderných zbraní. Sympatizoval s francouzskou levicí. Dva roky před svou smrtí byl zvolen předsedou Syndikátu francouzských umělců. Obdivoval Fidela Castra, kterého navštívil na Kubě v roce 1959.

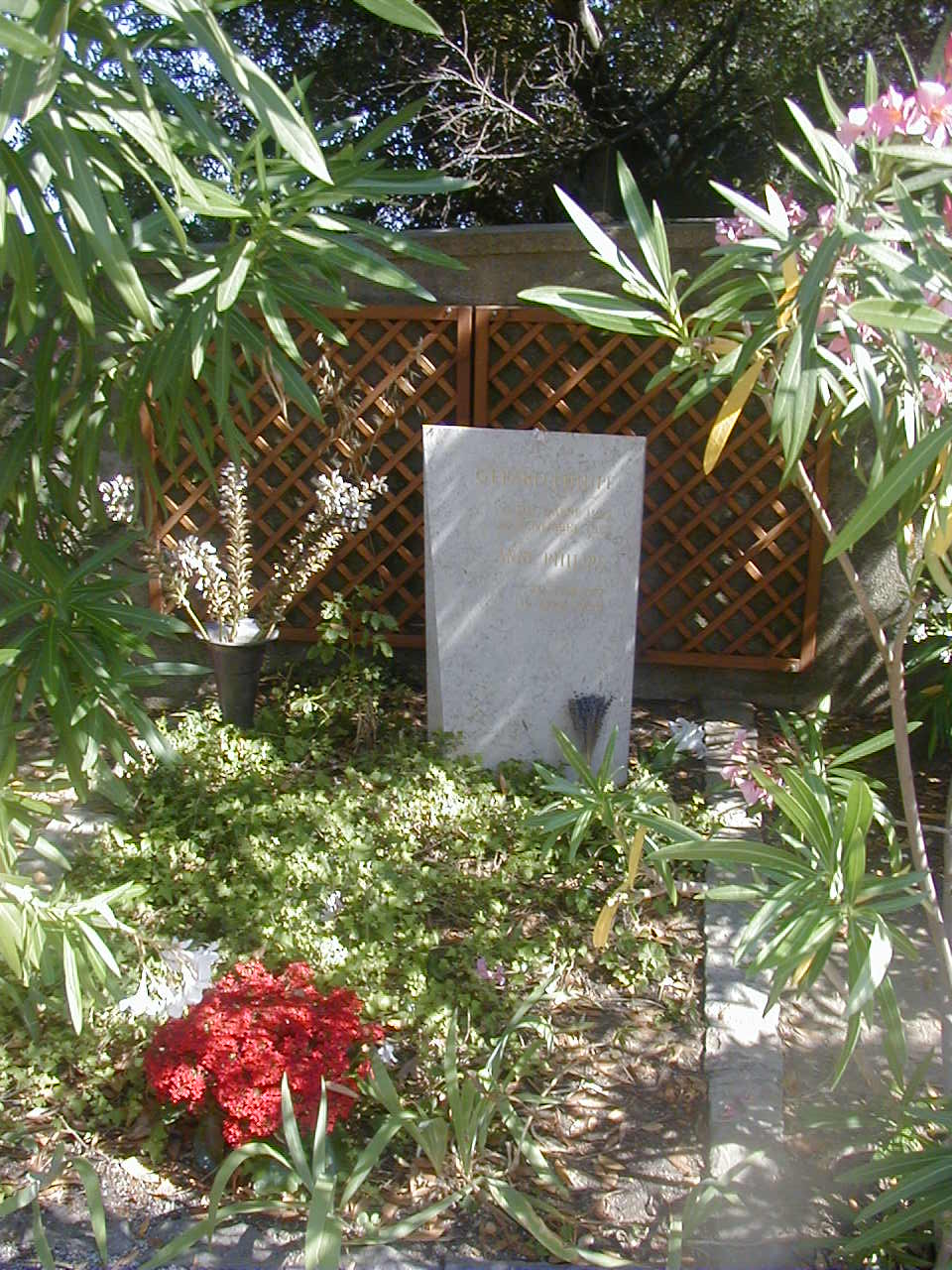
Hrob Gérarda Philipa a jeho manželky v Ramatuelle

Gérard Philipe měl od dětství časté zdravotní problémy, během roku 1950 se léčil ze zánětu plic. Vyvrcholení jeho zdravotních potíží nastalo začátkem listopadu 1959, kdy nastoupil do nemocnice. Během operace 9. listopadu lékaři zjistili, že se jedná o rakovinu jater. Této nemoci 25. listopadu podlehl a tři dny poté byl pohřben v Ramatuelle (departement Var).
Anne Philipová později napsala dvě vzpomínkové a autobiograficky laděné knihy, které v češtině vyšly pod tituly Kratší než vzdech (1963) a Setkání na kopci (1966).

## Kariéra
V roce 1941 se zapsal do Oblastního střediska mladých filmových umělců pod jménem Gérard Philipe, absolvoval také turné po jihu Francie a po Švýcarsku.
V následujícím roce podstoupil opět divadelní turné, ale na jaře začal pracovat na snímku Krabička na sny a v létě natočil film Děvčata z Květinového nábřeží. S novou podzimní sezónou 1943 začal působit v pařížském Hébertotově divadle, konkrétně v představení Sodoma a Gomora. A o pár dnů později byl přijat ke studiu na konzervatoři. Oproti střední škole se mu na konzervatoři dařilo prospěchově mnohem lépe a stíhal při tom hrát i v několika hrách (Děvčata z Květinového nábřeží, U náhody…).

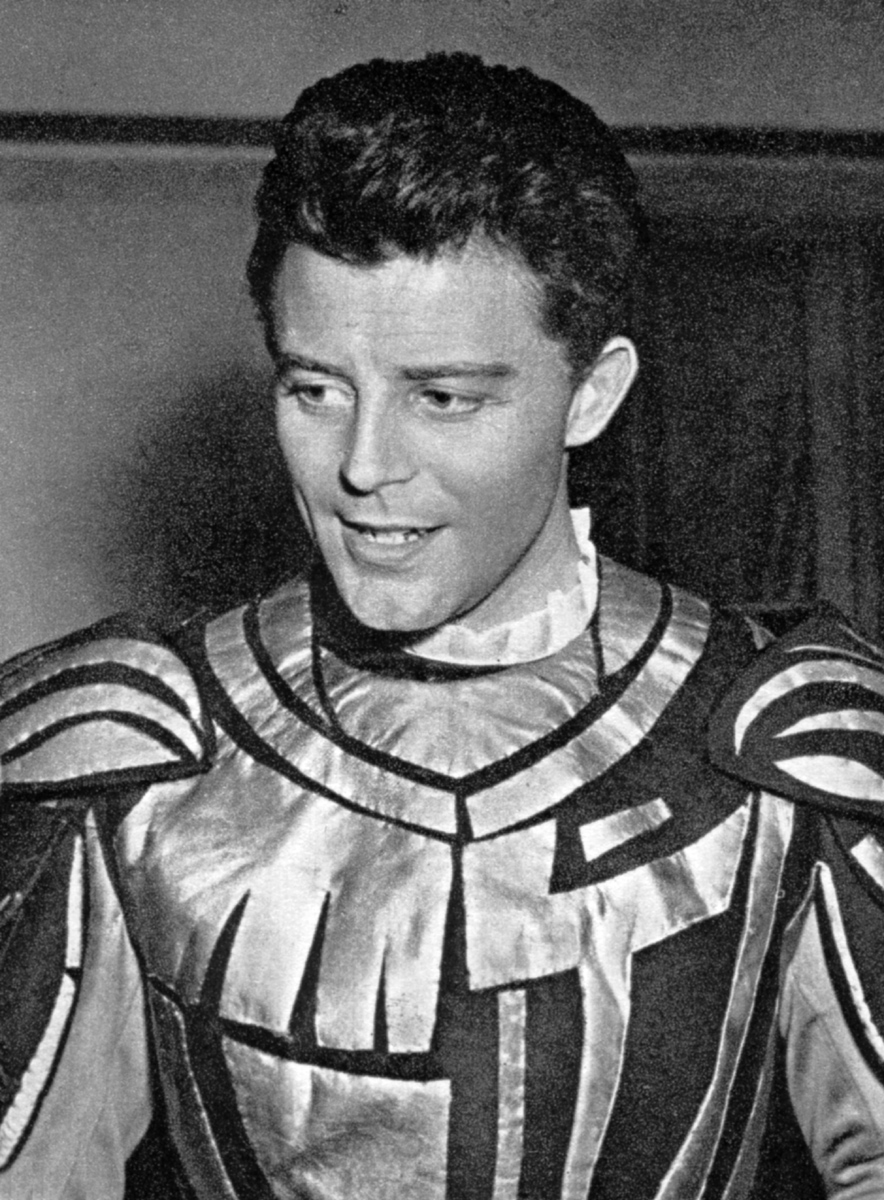
Gérard Philipe v kostýmu Dona Roderiga v dramatu Cid

V létě 1945 natočil film Země beze hvězd a téhož roku vzdal studium na konzervatoři. Pokračoval ve filmování, například snímkem Idiot pod vedením režiséra Georgese Lampina. V září 1945 mělo v Hébertotově divadle premiéru Camusovo drama Caligula, ve kterém Gérard Philipe zaujal obecenstvo a jeho popularita narůstala. Všiml si ho režisér René Clair, který mu nabídl další filmové příležitosti.
Dne 16. března 1949 se konala v pařížské Opeře slavnostní premiéra filmu Ďáblova krása natáčeného v Římě, které se účastnil i prezident Francouzské republiky Vincent Auriol. Film získal i mezinárodní uznání a znamenal průlom ve filmové kariéře Gérarda Philipa.
V roce 1951 se Gérard Philipe stal na popud Jeana Vilara členem souboru Théâtre national populaire, kde hrál své nejslavnější divadelní role a jemuž zůstal věrný až do konce života. Hrál v Brechtově Matce kuráži, Gorkého Matce, Hugově Ruy Blasovi, Mussetově S láskou nejsou žádné žerty. Vytvořil hlavní roli v Shakespearově Richardu III. Legendární byl jeho Don Roderigo ve hře Pierra Corneille Cid, jehož představení dosáhlo 199 repríz. V kostýmu Dona Roderiga byl po své předčasné smrti pohřben. Několikrát vystupoval na divadelním festivalu v Avignonu.
Dne 20. srpna 1951 začalo natáčení filmu Fanfán Tulipán po boku krásné Giny Lollobrigidy v okolí města Grasse, kde Philipe předtím nějakou dobu žil. Pařížská premiéra se konala 20. března 1952. Po tomto filmu se stal světovou hvězdou. V dalších letech vytvořil výrazné role v mnoha úspěšných filmech, např. Červený a černý, Nebezpečné známosti, Hráč a Velké manévry. V roce 1956 společně s Jorisem Ivensem režíroval film Dobrodružství Tilla Eulenspiegela, v němž současně hrál hlavní úlohu. Jeho posledním filmem, který se natáčel v Mexiku, byl Horečka stoupá v El Paso.
Mezi lety 1952–1959 se systematicky věnoval nahrávání gramofonových desek. Namluvil Malého prince, verše francouzských básníků, ale také např. texty Karla Marxe.
Za necelých patnáct let své umělecké práce hrál Gérard Philipe ve více než 40 filmech, současně působil v divadle, s jehož souborem navštívil řadu zemí. Angažoval se i ve společenském životě.

## Cesty
Během svého života navštívil mnoho zemí, v roce 1947 Řím, v roce 1950 cestoval do Maroka s návratem přes Barcelonu. Na jaře 1953 odjel natáčet do Mexika, v témže roce odjel ještě do Německa, Londýna, Říma a Tokia. V roce 1955 přijel i do Moskvy, Leningradu a Kyjeva. Všude hrál v dramatech Cid a Ruy Blas.
Ve dnech 21.–30. března 1955 navštívil se souborem Théatre National Populaire Prahu, Brno a Bratislavu. Také se zúčastnil recitačního odpoledne v tehdejším Parku kultury a oddechu Julia Fučíka, kde účinkoval spolu se svými kolegy a s herci pražského Národního divadla. Gérard Philipe a Miroslav Horníček recitovali spolu Villonovu „Závěť“, Prévertovu „Barbaru“ a „Svobodu“ od Paula Eluarda, Horníček česky a Philipe francouzsky. Během březnové návštěvy Prahy, kdy jeho průvodkyní a tlumočnicí byla herečka Irena Kačírková, přišel rovněž na filmovou školu a zde v Klimentské ul. se studenty FAMU dlouho besedoval.
V neděli 27. března 1955 se jako divák zúčastnil fotbalového utkání ČSR – Rakousko na brněnském stadionu za Lužánkami. Tehdejší Československý filmový týdeník ho mj. zachytil s kolegyní Silvií Monfortovou z TNP na tribuně, aniž by ho jmenoval.
V roce 1956 jel do Číny a do Spojených států amerických, na podzim 1958 navštívil Kanadu a USA, v roce 1959 pracovně Mexiko a soukromě Kubu. Poslední jeho cestou byl výlet do Anglie do Stratfordu nad Avonou, aby na vlastní oči viděl Laurence Oliviera ve hře Williama Shakespeara.

## Ocenění

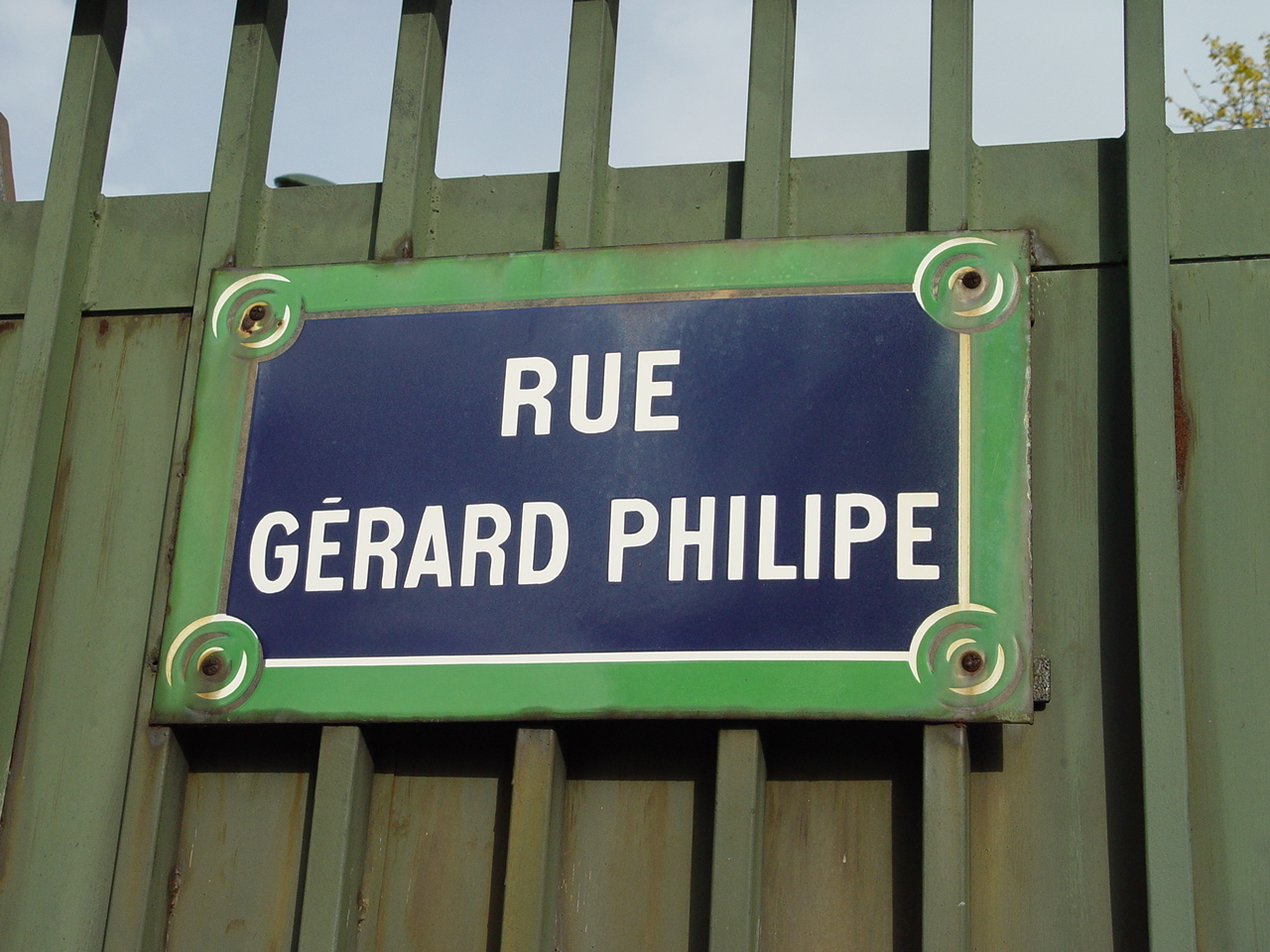
ulice Gérarda Philipa

V polovině června 1947 obdržel na Bruselském mezinárodním festivalu film Ďábel v těle hlavní cenu za herecký výkon, následujícího roku byl vyhlášen nejlepším francouzským filmovým hercem (1948) a později ještě v letech 1952, 1953, 1954 a 1955.

## Filmová cena Gérarda Philipa
Na jeho počest a památku je ve Francii každoročně udělována filmová Cena Gérarda Philipa mladým, nadějným a začínajícím filmovým hercům.

## Filmografie – výběr
| Rok  | Název filmu                                                           | Role               | Režie                        |
| ---- | --------------------------------------------------------------------- | ------------------ | ---------------------------- |
| 1946 | Idiot (L'Idiot)                                                       | kníže Myškin       | Georges Lampin               |
| 1947 | Ďábel v těle (Le Diable au corps)                                     | François Jaubert   | Claude Autant-Lara           |
| 1948 | Taková malá hezká pláž (Une si jolie petite plage)                    | Pierre Monet       | Yves Allégret                |
| 1948 | Věznice parmská (La Chartreuse de Parme)                              | Fabrice Del Dongo  | Christian-Jaque              |
| 1949 | Ďáblova krása (La Beauté du diable)                                   | Faust/ Mefisto     | René Clair                   |
| 1950 | Juliette (Juliette ou La clef des songes)                             | Michel             | Marcel Carné                 |
| 1950 | Rej (La Ronde)                                                        | Hrabě              | Max Ophüls                   |
| 1951 | Fanfán Tulipán (Fanfan la Tulipe)                                     | Fanfán Tulipán     | Christian-Jaque              |
| 1952 | Sedm smrtelných hříchů (Les Sept péchés capitaux)                     | Bankéř/malíř       | Georges Lacombe              |
| 1952 | Krásky noci (Les belles de nuit)                                      | Claude             | René Clair                   |
| 1953 | Pyšní (Les Orgueilleux)                                               | Georges            | Yves Allégret                |
| 1953 | Pan Ripois (Monsieur Ripois)                                          | Andre Ripois       | René Clément                 |
| 1953 | Kdyby mi Versailles vyprávěly (Si Versailles m'était conté)           | D'Artagnan         | Sacha Guitry                 |
| 1954 | Červený a černý (Le Rouge et le Noir)                                 | Julien Sorel       | Claude Autant-Lara           |
| 1955 | Velké manévry (Les grandes manoeuvres)                                | Armand de la Verne | René Clair                   |
| 1955 | Kdyby nám Paříž vyprávěla (Si Paris nous était conté)                 | Le Trouvère        | Sacha Guitry                 |
| 1956 | Dobrodružství Tilla Ulenspiegla (Les Aventures de Till L'Espiègle)    | Till Eulenspiegel  | Gérard Philipe a Joris Ivens |
| 1957 | Pod pokličkou (Pot-Bouille)                                           | Octave Mouret      | Julien Duvivier              |
| 1957 | Milenci z Montparnassu (Les amants de Montparnasse / Montparnasse 19) | Amedeo Modigliani  | Jacques Becker               |
| 1958 | Život ve dvou (La Vie à deux)                                         | Désiré             | Clément Duhour               |
| 1958 | Hráč (Le Joueur)                                                      | Alexeij Ivanovič   | Claude Autant-Lara           |
| 1959 | Nebezpečné známosti (Les Liaisons dangereuses)                        | Vicomte de Valmont | Roger Vadim                  |
| 1959 | Horečka stoupá v El Pao (La Fièvre monte à El Pao)                    | Ramon Vasquez      | Luis Buñuel                  |